# Liv (kanał telewizyjny)

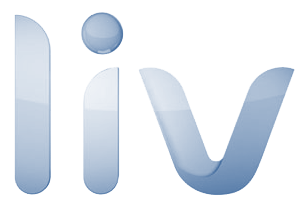
Logo kanau

Liv (wcześniej jako People+Arts) – kanał telewizyjny prezentujący treści przeznaczone głównie dla kobiet. Prowadzony był wspólnie przez BBC oraz Discovery Communications, lecz w listopadzie 2010 r. Discovery stał się jego wyłącznym właścicielem. Dostępny jest m.in. w Hiszpanii, Portugalii oraz Ameryce Południowej. Kanał posiada zdecydowanie rozrywkowy profil, co pozwala uznać go w pewnym sensie za latynoskiego odpowiednika BBC Prime/BBC Entertainment. W odróżnieniu od nich emituje jednak produkcje nie tylko brytyjskie, lecz również amerykańskie oraz pochodzące z krajów hiszpańskojęzycznych, w tym liczne reality shows.